# Girls' Invasion
『Girls' Invasion』(ガールズインベージョン)は、韓国の女性アイドルグループLOVELYZの最初のアルバムである。

## 収録曲
1. Introducing the Candy - 0:54
2. Candy Jelly Love - 3:45
3. 昨日のようにグットナイト(어제처럼 굿나잇) - 3:41
4. 別れ Chapter 1(이별 Chapter 1) - 2:44
5. 秘密旅行(비밀여행) - 3:41
6. 他人よりだめな関係(남보다 못한 사이) (feat.フィソン) - 3:53
7. 彼女は浮気者よ(그녀는 바람둥이야) - 3:11
8. Delight (ユ・ジエ) - 3:26
9. あなただけいない (JIN) - 3:58